# Paweł Piotrowski (polityk)
Paweł Piotrowski (ur. 29 września 1962 w Warszawie) – polski farmaceuta i urzędnik państwowy, w latach 2006–2007 podsekretarz stanu w Ministerstwie Skarbu Państwa, w latach 2018–2021 Główny Inspektor Farmaceutyczny.

## Życiorys
Absolwent prawa na Wydziale Prawa Uniwersytetu Kardynała Stefana Wyszyńskiego w Warszawie oraz farmacji na Akademii Medycznej w Warszawie. Był dyrektorem w Stowarzyszeniu Przedstawicieli Firm Farmaceutycznych w Polsce, organizacji lobbingowej zagranicznych firm farmaceutycznych.
5 stycznia 2006 powołany na stanowisko podsekretarza stanu w Ministerstwie Skarbu Państwa, odpowiadając m.in. za cukrownictwo, farmację, przemysł lotniczy, uzdrowiska i firmy turystyczne, podlegała mu też Polska Agencja Informacji i Inwestycji Zagranicznych. Odwołany z funkcji 13 listopada 2007. W 2009 został ekspertem pracującym nad programem Prawa i Sprawiedliwości. 1 marca 2016 został prezesem Krajowej Spółki Cukrowej, funkcję pełnił do listopada 2017, kiedy to zastąpił go Henryk Wnorowski. W czerwcu 2018 objął stanowisko Głównego Inspektora Farmaceutycznego. W styczniu 2021 odszedł z zajmowanego stanowiska.